# Tiruvethipuram
Tiruvethipuram es una ciudad y municipio situada en el distrito de Tiruvannamalai en el estado de Tamil Nadu (India). Su población es de 37802 habitantes (2011). Se encuentra a orillas del río Cheyyar, a 76 km de Tiruvannamalai y a 58 km de Vellore.

## Demografía
Según el censo de 2011 la población de Tiruvethipuram era de 37802 habitantes, de los cuales 18773 eran hombres y 19029 eran mujeres. Tiruvethipuram  tiene una tasa media de alfabetización del 85,03%, superior a la media estatal del 80,09%: la alfabetización masculina es del 91,25%, y la alfabetización femenina del 78,94%.